# Chabugatu
Chabugatu (kinesiska: 查布嘎图, 查布嘎图苏木) är en socken i Kina. Den ligger i den autonoma regionen Inre Mongoliet, i den norra delen av landet, omkring 850 kilometer nordost om regionhuvudstaden Hohhot.
Genomsnittlig årsnederbörd är 609 millimeter. Den regnigaste månaden är juli, med i genomsnitt 136 mm nederbörd, och den torraste är januari, med 3 mm nederbörd.